# Sud Lípez
Sud Lípez, ook Sur Lípez, is een provincie in het zuiden van het departement Potosí in Bolivia.

## Geografie
Sud Lípez is een van de zestien provincies in het departement. Zij ligt tussen 21° 16' en 22° 53' zuiderbreedte en tussen 66° 13' en 68° 00' westerlengte. Sur Lípez strekt zich ca. 230 km uit van noordoost naar zuidwest en de gemiddelde breedte is ca. 100 km. Het oppervlak is 22.355 km², ongeveer 2/3 van België.
De provincie grenst in het noorden en noordoosten aan de provincie Nor Lípez, in het westen aan de provincie Enrique Baldivieso, in het zuidwesten en zuiden aan de republiek Chili, in het zuidoosten en oosten aan de republiek Argentinië en in het noordoosten aan de provincie Sud Chichas.
In het zuidwestelijke deel van de provincie, in het kanton Quetena Grande, liggen een aantal meren en zoutmeren. De grootste van deze is het Laguna Colorada (het rode meer) met een doorsnede van 6 kilometer, gelegen op een hoogte van 4278 m. Een ander meer is Laguna Verde (het groene meer) op 4300 meter, aan de voet van de Licancabur-vulkaan.

## Demografie
Belangrijkste talen in de provincie zijn Quechua en Spaans, die door 88% van de bevolking worden gesproken. De provincie is zeer dunbevolkt: in 1992 woonden in het gebied slechts 4158 inwoners. In 2001 is dit aantal met 18% gestegen tot 4905 inwoners. Hoofdstad van de provincie is San Pablo de Lípez.
99,4%% van de bevolking in Sud Lípez heeft geen toegang tot elektriciteit en 90% leeft zonder sanitaire voorzieningen. 69% werkt in de landbouw, 4% in de mijnbouw, 4% in de industrie en 23% in dienstverlening. 86% van de bevolking is katholiek en 9% evangelisch.

## Bestuurlijke indeling
Sud Lípez is verdeeld in drie gemeenten:
- Mojinete
- San Antonio de Esmoruco
- San Pablo de Lípez

Alonso de Ibáñez · 
Antonio Quijarro · 
Bernardino Bilbao · 
Charcas · 
Chayanta · 
Cornelio Saavedra · 
Daniel Campos · 
Enrique Baldivieso · 
José María Linares · 
Modesto Omiste · 
Nor Chichas · 
Nor Lípez · 
Rafael Bustillo · 
Sud Chichas · 
Sud Lípez · 
Tomás Frías